# Lijst van Europarlementariërs voor de Partij voor de Dieren
Een overzicht van alle leden van het Europees Parlement voor de Partij voor de Dieren vanaf 2002.
| Europees Parlementslid | Begindatum | Einddatum |
| ---------------------- | ---------- | --------- |
| Anja Hazekamp          | 01-07-2014 |           |